# Мемоны
Мемоны — мусульманская община в индийском штате Гуджарат и пакистанской провинции Синд, большинство из которых следуют Ханафитскому фикху суннитского ислама. Они делятся на разные группы в зависимости от своего происхождения: катхияварские мемоны, качийские мемоны и бантвские мемоны из регионов Катхиявар, Кач и Бантва штата Гуджарат соответственно, а также синдские мемоны из Синда.

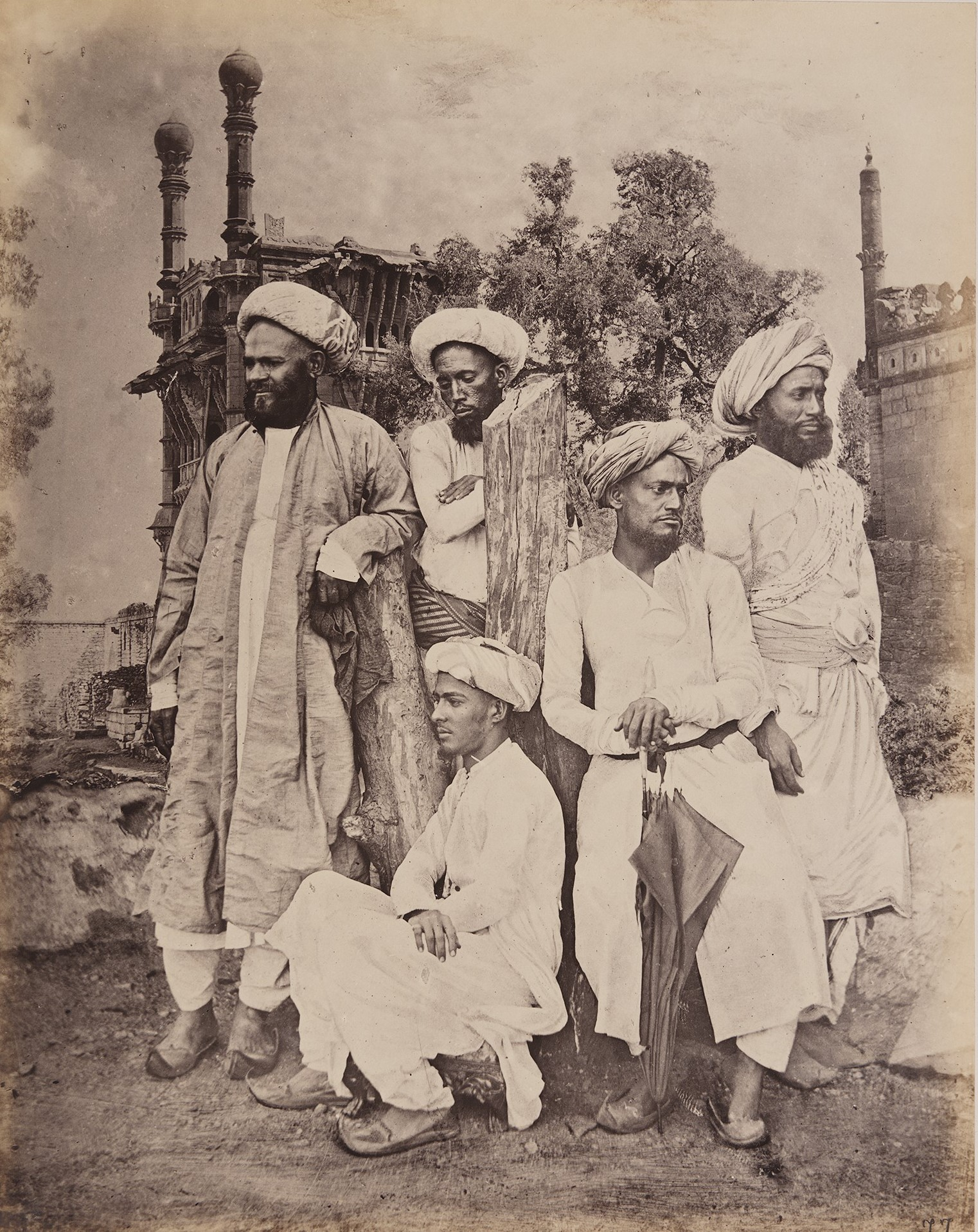
Мемоны, из серии «Фотографии Западной Индии 1855–1862 гг.»

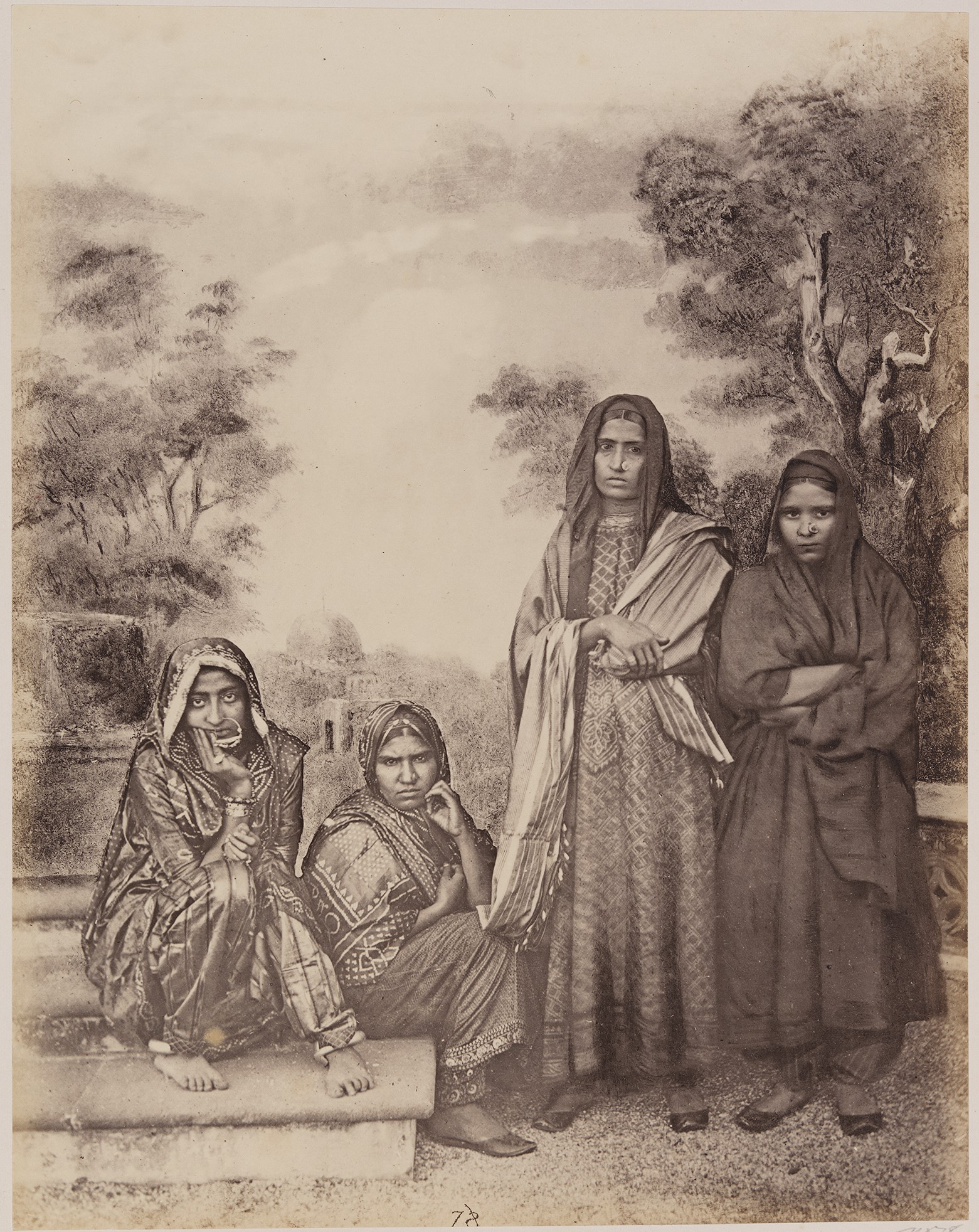
Женщины-мемоны, из серии «Фотографии Западной Индии 1855–1862 гг.»

Мемоны имеют культурное сходство с ходжа, бохра и другими гуджаратцами. Они говорят на языке мемони как на первом и основном. Этот язык имеет много общих слов с языками синдхи, кутчи и гуджарати.
Сегодня мемоны связаны через всемирно признанные организации, такие как Всемирная организация мемонов (World Memon Organisation, WMO) и Международная организация памяти (International Memon Organisation, IMO).

## История

### Происхождение мемонов
Родословная мемонов восходит к лоханам, которые традиционно исповедовали индуизм. Название происходит от Мумин (مؤمن, что означает «верующий» по-арабски), а позже трансформировалось в современное название Мемон. Община Мемон была основана в XV веке 700 семьями, в общей сложности 6178 человек. По словам Антхована, те лоханы из города Татты в Синде, которые обратились из индуизма в ислам, стали мемонами и были приглашены Рао Кхенгарджи Джадеджей, правителем Бхуджа в XVI веке, поселиться в его владениях. Именно оттуда качийские мемоны мигрировали в Катхиявар и континентальную часть Гуджарата. Сурат в Гуджарате был важным торговым центром с 1580 по 1680 год.

### Торговцы
В связи с торговой деятельностью общины мемоны начали активно переселяться за пределы Индии в XVIII и XIX веках. Это привело к развитию общин на Ближнем Востоке, Южной Африке, Шри-Ланке и в Восточной Азии. Торговцы-мемоны создали сеть акционерных обществ, действующих в координации с другими членами на территории от Центральной Африки до Китая. Доноры из среды мемонов внесли значительные финансовые взносы на строительство мечетей в этот период, включая мечеть Джума Масджид в Дурбане в Южной Африке и мечеть Джамия в Гонконге. К концу XIX века несколько тысяч мемонов, обосновавшись в Бомбее, занимались торговлей. Район Бомбея, в котором сосредоточились торговцы-мемоны, позже стал известен как Мемонвада.

### XX век

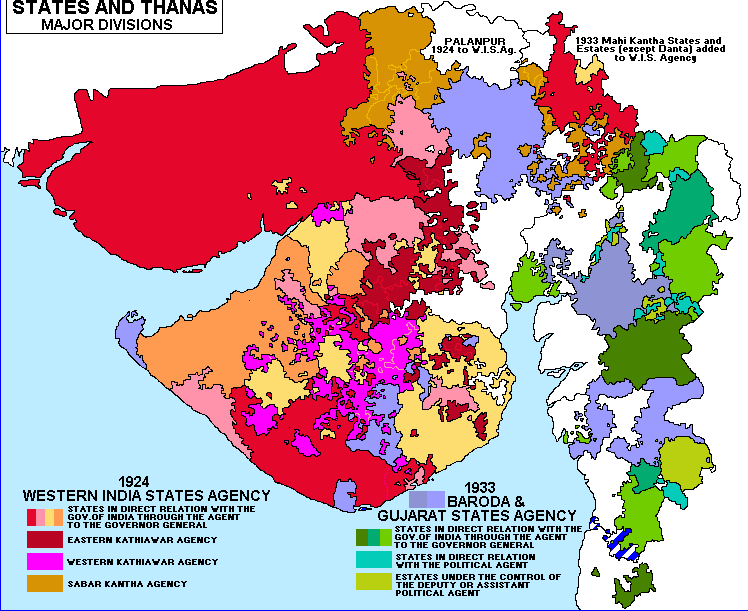
Гуджарат, Индия, около начала XX века

В начале XX века наблюдалась консолидация общин мемонов в Южной Азии и Южной Африке. Они начали организовывать важные сообщества, включая "Общество образования и благосостояния Мемонов" и "Торговую палату Мемонов". Общины Мемонов внесли значительный финансовый вклад в сохранение Османской империи, но не смогли предотвратить её упадок. Раздел Британской Индии привёл к значительной миграции в обоих направлениях, сильно сказавшейся на жизни общины. Основную массу мемонов составляли и составляют мелкие торговцы, лавочники, бакалейщики, бродячие торговцы, а также агенты и клерки в фирмах. В районах Кача в Индии, а также в районе Карачи и на побережье Макрана в современном Пакистане мемоны до сих пор занимаются коммерческим сельским хозяйством, садоводством и рыболовством.

### Ветви

#### Подгруппа мемонов из Катхиявара
Предки современных мемонов, которые несколько веков назад расселились в различных районах Индии, в частности, в Катхияваре (ныне Саураштра), обычно называются просто «мемоны».
Язык катхияварских мемонов также обычно называют «мемони».
Южноафриканская община мемонов в значительной степени является потомками мемонов, эмигрировавших из Катхиавара в начале XX века.

## Социальная структура

### Культурные традиции
Хотя мемоны, как правило, мусульмане-сунниты, многие продолжают следовать современным индуистским законам в вопросах наследования имущества, структуры руководства общины и взаимной поддержки членов общины. Мемоны считают себя выходцами из буддийской кшатрийской ветви. Даже среди мемонов существуют кастовые иерархии, которым некоторые следуют в вопросах заключения брака..
Согласно фольклору, благословение исламского святого Саяда Кадири, ниспосланное мемонам, является причиной их успеха в бизнесе и торговле. Более прагматичное объяснение их успеха заключается в том, что мемоны исторически считались честными посредниками. Следуя кастовой коммерческой модели, Мемоны также оказывает поддержку членам общины в финансовых вопросах, предоставляя займы и предлагая помощь в бизнесе.

#### День Мемона

Логотип Дня Мемона

Ежегодно община отмечает 11 апреля как «День Мемона», оказывая гуманитарную помощь. Другие источники указывают на 10 апреля, как было объявлено на 21-м ежегодном общем собрании Всемирной организации Мемонского благотворительного Фонда (WMO), состоявшемся 11 ноября 2023 года.
Главная цель Дня памяти — повышение осведомленности и предоставление общей платформы для благотворительности деятельности по всему миру для благотворительных, филантропических и волонтерских организаций, которые могут использовать свои собственные цели на местном, национальном, региональном и международном уровнях по всему миру. .

### Мемоны по всему миру

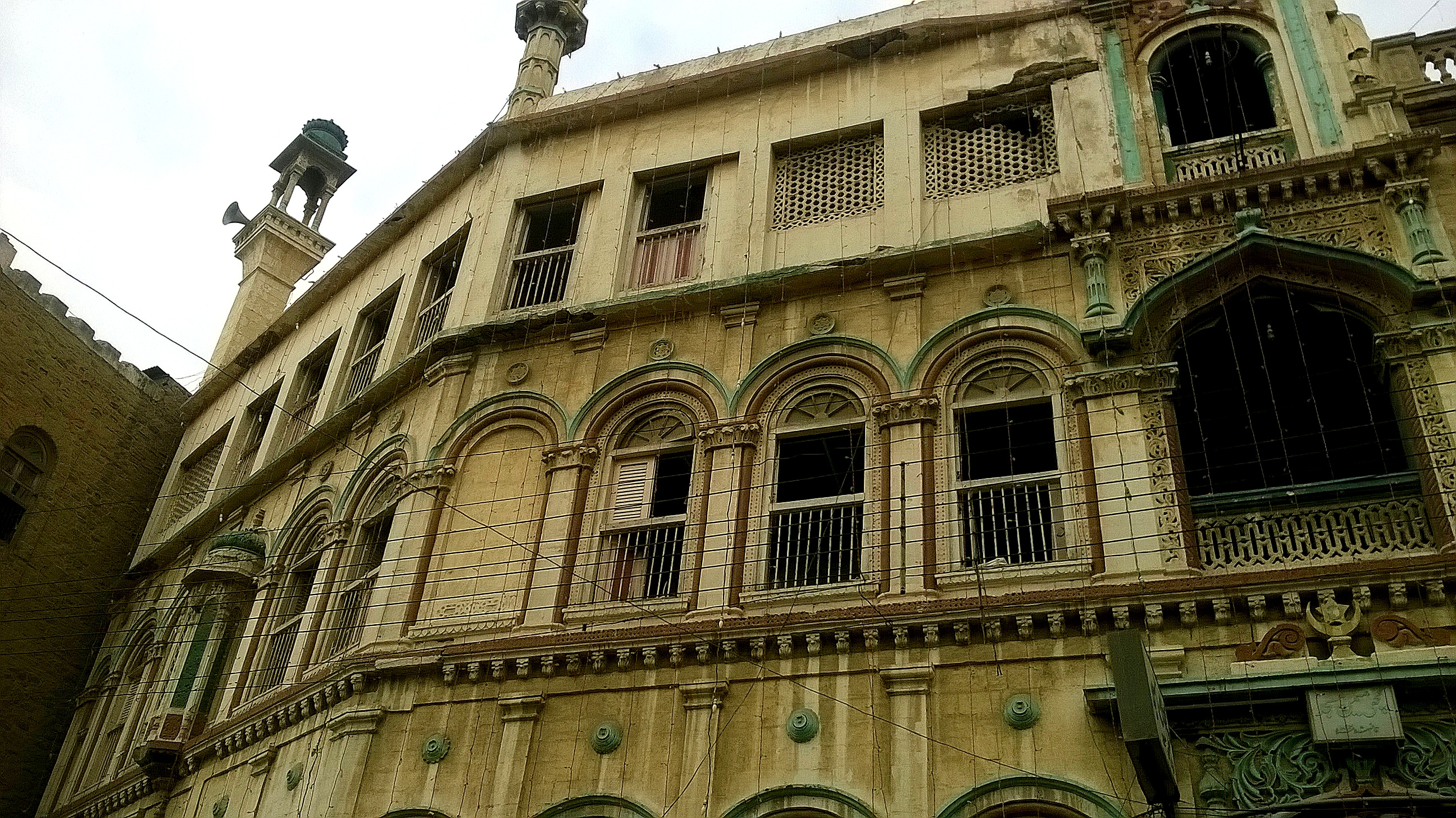
Мемонская мечеть в Карачи

Сегодня общины мемонов разбросаны по всему миру, включая Объединённые Арабские Эмираты, Саудовскую Аравию, Шри-Ланку, Южную Африку, Великобританию, США и Канаду. Однако основные концентрации мемонов по-прежнему сосредоточены в Карачи (Пакистан) и Гуджарате (Индия). В Карачи есть община мемонов из Бантвы и их потомков, известных как бантвские мемоны. Объединённые под знаменем «Генерального джамаата халари-мемон», халари-мемоны являются ещё одной категорией последователей ханафитской школы.
Мемоны также были одним из трёх классов, живших в Южной Африке, когда Махатма Ганди прибыл туда в 1893 году. Мемоны были торговцами, обслуживавшими индийскую диаспору в Южной Африке. Мемоны известны своей деятельностью в бизнесе и филантропии, при этом Мемоны сыграли важную роль в развитии пакистанской промышленности..